# Căutarea (roman)
Căutarea este al patrulea volum din seria de fantezie Septimus Heap de Angie Sage

## Rezumat
La Castel sunt probleme, iar totul se datorează lui Merrin Meredith care s-a întors cu planuri Întunecate pentru Septimus. Însă mai multe probleme îi așteaptă pe Septimus și pe Jenna sub forma lui Tertius Fume, o fantomă a primului Scrib Ermetic Șef, care este decis să îl trimită pe Septimus într-o Căutare  mortală. Dar Septimus și Jenna au alte planuri – ei vor să se îndrepte spre misterioasa Casă a lui Foryxx, un loc unde toate Timpurile se întâlnesc și locul unde ei speră să îi găsească pe Nicko și pe Snorri, care au fost prinși înapoi în Timp, în leacuri. Dar cum va scăpa Septimus de Căutare?
Căutarea, ca și celelalte cărți din seria Septimus Heap, este plină cu acțiune continuă, umor, și o aventură fantastică așa cum Septimus își continuă călătoria spre propria-descoperire Magică.